# Armando dos Santos
Armando "Armandinho" dos Santos (São Carlos, 1911. június 3. – Santos, 1972. május 26.) brazil labdarúgócsatár.

## Pályafutása

### A válogatottban
1934-ben két alkalommal szerepelt a brazil válogatottban és egy gólt szerzett. Részt vett az 1934-es olaszországi világbajnokságon.

## Sikerei, díjai
São Paulo da Floresta
- Paulista bajnokság
  - bajnok: 1931

 Bahia
- Baiano bajnokság
  - bajnok: 1936